# The Widow and the Only Man
The Widow and the Only Man er en amerikansk stumfilm fra 1904 af Wallace McCutcheon, Sr..